# Список пісень Лани Дель Рей

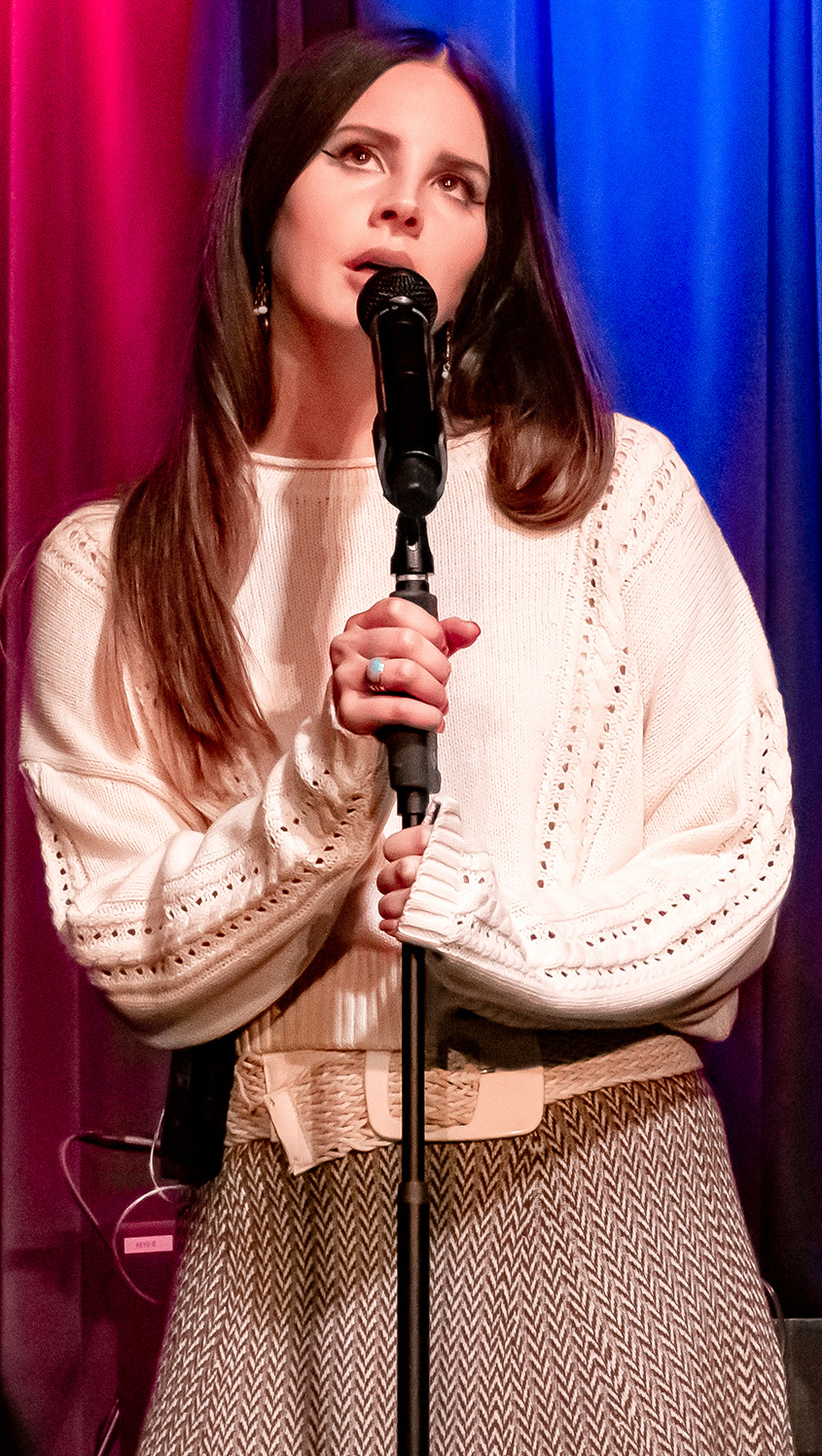
Дель Рей 2019 року

За свою кар'єру американська співачка Лана Дель Рей записала більше вісімдесяти пісень, включаючи композиції з чотирьох студійних альбомів, декілька міні-альбомів, одного бокс-сету і п'ять пісень для кінофільмів.
2008 року співачка під своїм справжнім ім'ям Ліззі Ґрант випустила дебютний міні-альбом Kill Kill, що включав у себе три пісні, написані самою співачкою і продюсером Девідом Кейном. 2010 року вона видала перший альбом Lana Del Ray під своїм сценічним псевдонімом. Альбом містить тринадцять композицій. Автором пісень знову стала Дель Рей, а продюсером Девід Кейн.
У січні 2012 року Лана Дель Рей випустила міні-альбом Lana Del Rey і другий студійний альбом Born to Die, в який увійшло п'ятнадцять пісень, написаних спільно з такими авторами, як Рік Новелс, Джастін Паркер, Ден Гіт, Еміль Гейні, Тім Ларкомбе та інші. Багато хто з цих авторів продовжують співпрацювати зі співачкою і донині: зокрема Рік Новелс, який бере найактивнішу участь у написанні композицій співачки. У листопаді 2012 року, Дель Рей видала міні-альбом Paradise, який включав до себе дев'ять композицій, а також випустила перевидання Born to Die — The Paradise Edition, в який увійшли пісні з міні-альбому Paradise. 2013 року Дель Рей спільно з Ріком Новелсом виступили композиторами пісні «Young and Beautiful» для фільму Великий Ґетсбі. Також співачка випустила саундтрек до власного короткометражного фільму Тропіко.
У січні 2014 року Дель Рей записала кавер-версію пісні «Once Upon a Dream» для фільму «Чаклунка». У червні того ж року відбувся реліз третього студійного альбому Ultraviolence, що складався з п'ятнадцяти пісень. Участь у записі альбому взяли автори, які раніше працювали над платівкою Born to Die: Ден Гіт і Рік Новелс. Згодом до них приєдналися Ґреґ Керстін, Блейк Стрентен, Баррі Джеймс О'Нілл і Ден Ауербах. Наприкінці 2014 року Дель Рей і Ден Гіт написали пісню «Big Eyes» до фільму Великі очі. Вже через кілька місяців Дель Рей приступила до створення четвертої платівки Honeymoon, реліз якої відбувся у вересні 2015 року. До альбом увійшло чотирнадцять пісень. У записі альбому взяли участь тільки Новелс і Кіерон Мензіес. Навесні 2015 року була записана пісня «Life is Beautiful» до фільму Вік Адалин, авторами якої стали Новелс, Джастін Паркер і Лана Дель Рей, а її реліз так і не відбувся.
У липні 2017 року був випущений п'ятий студійний альбом Дель Рей, що отримав назву Lust for Life. Список композицій пластинки включає до себе шістнадцять пісень, написаних співачкою у співпраці з такими авторами, як Рік Новелс, Бенджамін Левін, Еміль Гейні, Макс Мартін, Тім Ларкомбе, Джаахан Світ, Кіерон Мензіес, Ракім Майерс, Джордан Картер, Метью Самуельс, Тайлер Вільямс, Джозеф Ендрю Ґредвогл-молодший, Дін Рід, Джастін Паркер, Стіві Нікс і Шон Оно Леннон. Альбом містить п'ять композицій, записаних за участі інших артистів, включаючи The Weeknd, ASAP Rocky, Playboi Carti, Стіві Нікс і Шон Оно Леннон.

## Список пісень
Сингли виділені жовтим кольором. Студійні альбоми виділені синім кольором. Міні-альбоми виділені помаранчевим кольором. Саундтрек виділено зеленим кольором.
| Пісня                                                            | Рік            | Реліз                                            | Автор(и)                                                                    | П                    |
| ---------------------------------------------------------------- | -------------- | ------------------------------------------------ | --------------------------------------------------------------------------- | -------------------- |
| «24»                                                             | 2015           | Honeymoon                                        | Лана Дель Рей Рік Новелс                                                    | [ 11 ]               |
| «American»                                                       | 2012           | Paradise                                         | Лана Дель Рей Рік Новелс Еміль Гейні                                        | [ 12 ]               |
| «Art Deco»                                                       | 2015           | Honeymoon                                        | Лана Дель Рей Рік Новелс                                                    | [ 11 ]               |
| «Bel Air»                                                        | 2012 2013      | Paradise                                         | Лана Дель Рей Ден Гіт                                                       | [ 12 ] [ 13 ]        |
| «Big Eyes»                                                       | 2014           | Big Eyes                                         | Лана Дель Рей Ден Гіт                                                       | [ 14 ]               |
| «Black Beauty»                                                   | 2014           | Ultraviolence                                    | Лана Дель Рей Рік Новелс                                                    | [ 15 ] [ 16 ]        |
| «The Blackest Day»                                               | 2015           | Honeymoon                                        | Лана Дель Рей Рік Новелс                                                    | [ 11 ]               |
| «Blue Jeans»                                                     | 2012           | Born to Die                                      | Лана Дель Рей Еміль Гейні Ден Гіт                                           | [ 17 ] [ 18 ] [ 19 ] |
| «Blue Velvet»                                                    | 2012           | Paradise                                         | Ліі Морріс Берні Вейн                                                       | [ 12 ] [ 20 ]        |
| «Body Electric»                                                  | 2012           | Paradise                                         | Лана Дель Рей Рік Новелс                                                    | [ 12 ] [ 13 ]        |
| «Born to Die»                                                    | 2012           | Born to Die                                      | Лана Дель Рей Джастін Паркер                                                | [ 17 ] [ 18 ] [ 21 ] |
| «Brite Lites»                                                    | 2010           | Lana Del Ray                                     | Елізабет Ґрант                                                              | [ 3 ]                |
| «Brooklyn Baby»                                                  | 2014           | Ultraviolence                                    | Лана Дель Рей Баррі Джеймс О'Нілл                                           | [ 15 ] [ 22 ]        |
| «Burning Desire»                                                 | 2012           | Paradise                                         | Лана Дель Рей Джастін Паркер                                                | [ 12 ] [ 23 ]        |
| «Burnt Norton (Interlude)»                                       | 2015           | Honeymoon                                        | Т. С. Еліот                                                                 | [ 11 ]               |
| «Carmen»                                                         | 2012           | Born to Die                                      | Лана Дель Рей Джастін Паркер                                                | [ 18 ] [ 24 ]        |
| «Chet Baker» (за участю Mando Diao)                              | 2010           | Above and Beyond – MTV Unplugged                 | Ґустаф Норін Бйорн Діксгорд                                                 | [ 25 ]               |
| «Coachella – Woodstock in My Mind»                               | 2017           | Lust for Life                                    | Лана Дель Рей Рік Новелс                                                    | [ 26 ] [ 27 ] [ 9 ]  |
| «Cola»                                                           | 2012           | Paradise                                         | Лана Дель Рей Рік Новелс                                                    | [ 12 ]               |
| «Cruel World»                                                    | 2014           | Ultraviolence                                    | Лана Дель Рей Блейк Стрентен                                                | [ 15 ]               |
| «Dark Paradise»                                                  | 2012           | Born to Die                                      | Лана Дель Рей Рік Новелс                                                    | [ 18 ] [ 28 ]        |
| «Dayglo Reflection» (за участю Боббі Вомака)                     | 2012           | The Bravest Man in the Universe                  | Деймон Албарн Сем Кук Лана Дель Рей Ґарольд Пейні Річард Рассел Боббі Вомак | [ 29 ]               |
| «Diet Mountain Dew»                                              | 2012           | Born to Die                                      | Лана Дель Рей Майк Дейлі                                                    | [ 18 ]               |
| «Don't Let Me Be Misunderstood»                                  | 2015           | Honeymoon                                        | Бенні Бенджамін Ґлорія Келдвелл Соул Маркус                                 | [ 11 ]               |
| «Flipside»                                                       | 2014           | Ultraviolence                                    | Лана Дель Рей Блейк Стрентен                                                | [ 15 ]               |
| «Florida Kilos»                                                  | 2014           | Ultraviolence                                    | Лана Дель Рей Ден Ауербах Гармоні Корін                                     | [ 15 ]               |
| «For K, Pt. 2»                                                   | 2010           | Lana Del Ray                                     | Елізабет Ґрант                                                              | [ 3 ]                |
| «Freak»                                                          | 2015           | Honeymoon                                        | Лана Дель Рей Рік Новелс                                                    | [ 11 ]               |
| «Fucked My Way Up to the Top»                                    | 2014           | Ultraviolence                                    | Лана Дель Рей Ден Гіт                                                       | [ 15 ]               |
| «Ghetto Baby"                                                    | 2012           | A Million Lights (альбом Шеріл Коул)             | Лана Дель Рей Рой Керр Еню Піллай                                           | [ 30 ]               |
| «Gloria" (за участю Mando Diao)                                  | 2010           | Above and Beyond – MTV Unplugged                 | Ґустаф Норін Бйорн Діксгорд                                                 | [ 25 ]               |
| «God Knows I Tried»                                              | 2015           | Honeymoon                                        | Лана Дель Рей Рік Новелс                                                    | [ 11 ]               |
| «Gods & Monsters»                                                | 2012           | Paradise                                         | Лана Дель Рей Тім Ларкомбе                                                  | [ 12 ] [ 13 ]        |
| «Gramma (Blue Ribbon Sparkler Trailer Heaven)»                   | 2008 2010      | Kill Kill Lana Del Ray                           | Елізабет Ґрант Девід Кейн                                                   | [ 2 ] [ 3 ]          |
| «Gund and Roses»                                                 | 2014           | Ultraviolence                                    | Лана Дель Рей Рік Новелс                                                    | [ 15 ]               |
| «High by the Beach»                                              | 2015           | Honeymoon                                        | Лана Дель Рей Рік Новелс Кіерон Мензіес                                     | [ 11 ] [ 31 ]        |
| «Honeymoon»                                                      | 2015           | Honeymoon                                        | Лана Дель Рей Рік Новелс                                                    | [ 11 ]               |
| «Hotel Sayre» (за участю Ґрейґа Армстронґа                       | 2013           | The Great Gatsby                                 | Ґрейґ Армстронґ                                                             | [ 32 ]               |
| «I Can Fly»                                                      | 2014           | Big Eyes                                         | Лана Дель Рей Рік Новелс                                                    | [ 14 ]               |
| «Is This Happiness»                                              | 2014           | Ultraviolence                                    | Лана Дель Рей Рік Новелс                                                    | [ 15 ]               |
| «Jump»                                                           | 2010           | Lana Del Ray                                     | Елізабет Ґрант                                                              | [ 3 ]                |
| «Kill Kill»                                                      | 2008           | Kill Kill                                        | Елізабет Ґрант                                                              | [ 2 ] [ 3 ]          |
| «Live My Life» (за участю Tamarama)                              | 2010           | Tamarama                                         | Девід Кейн Джей Ліон Ніколас Поттс                                          | [ 33 ]               |
| «Love»                                                           | 2017           | Lust for Life                                    | Лана Дель Рей Рік Новелс Еміль Гейні Бенні Бланко                           | [ 34 ] [ 35 ] [ 9 ]  |
| «Lust for Life» (за участю The Weeknd)                           | 2017           | Lust for Life                                    | Лана Дель Рей Рік Новелс Макс Мартін Ейбел Тесфайе                          | [ 36 ] [ 37 ] [ 9 ]  |
| «Lolita»                                                         | 2012           | Born to Die                                      | Лана Дель Рей Ліам Гоу Ганна Робінсон                                       | [ 18 ]               |
| «Lover's Fate» (за участю Еліс БрайтСкай)                        | 2013           | Box of Me                                        | Еліс БрайтСкай                                                              | [ 38 ]               |
| «Lucky Ones»                                                     | 2012           | Born to Die                                      | Лана Дель Рей Рік Новелс                                                    | [ 18 ]               |
| «Magic Tree and I Let Myself Go» (за участю Ґрейґа Армстронґа)   | 2013           | The Great Gatsby                                 | Лана Дель Рей Ваутер Де Баккер Рік Новелс Ґрэйґ Армстронґ                   | [ 32 ]               |
| «Mermaid Motel»                                                  | 2010           | Lana Del Ray                                     | Елізабет Ґрант                                                              | [ 3 ]                |
| «Million Dollars Man»                                            | 2012           | Born to Die                                      | Лана Дель Рей Кріс Брайд                                                    | [ 18 ]               |
| «Money Power Glory»                                              | 2014           | Ultraviolence                                    | Лана Дель Рей Ґреґ Керстін                                                  | [ 15 ]               |
| «Music to Watch Boys To»                                         | 2015           | Honeymoon                                        | Лана Дель Рей Рік Новелс                                                    | [ 11 ]               |
| «National Anthem»                                                | 2012           | Born to Die                                      | Лана Дель Рей Джастін Паркер The Nexus                                      | [ 18 ] [ 39 ]        |
| «Off to the Races»                                               | 2012           | Born to Die                                      | Лана Дель Рей Тім Ларкомбе                                                  | [ 17 ] [ 18 ] [ 40 ] |
| «Oh Say Can You See»                                             | 2010           | Lana Del Ray                                     | Елізабет Ґрант                                                              | [ 3 ]                |
| «Old Money»                                                      | 2014           | Ultraviolence                                    | Лана Дель Рей Ден Гіт Роббі Фітджимонс                                      | [ 15 ]               |
| «Once Upon a Dream»                                              | 2014           | Maleficent                                       | Джек Лоуренс                                                                | [ 41 ] [ 42 ]        |
| «The Other Woman»                                                | 2014           | Ultraviolence''                                  | Джессі Мей Робінсон                                                         | [ 15 ]               |
| «Pawn Shop Blues»                                                | 2010           | Lana Del Ray                                     | Елізабет Ґрант                                                              | [ 3 ]                |
| «Pretty When You Cry»                                            | 2014           | Ultraviolence                                    | Лана Дель Рей Блейк Стрентен                                                | [ 15 ]               |
| «Prisoner» (за участю The Weeknd)                                | 2015           | Beauty Behind the Madness                        | Лана Дель Рей Ейбел Тесфайе Джейсон Кюнівайллі                              | [ 43 ]               |
| «Party Monster» (у виконанні The Weeknd)                         | 2016           | Starboy                                          | Лана Дель Рей Ейбел Тесфайе Док МакКінні Belly Бенджамін Діль               | [ 44 ]               |
| «Put Me in a Movie»                                              | 2010           | Lana Del Ray                                     | Елізабет Ґрант Девід Кейн                                                   | [ 3 ]                |
| «Queen of the Gas Station»                                       | 2010           | Lana Del Ray                                     | Елізабет Ґрант Девід Кейн                                                   | [ 3 ]                |
| «Radio»                                                          | 2012           | Born to Die                                      | Лана Дель Рей Джастін Паркер                                                | [ 18 ]               |
| «Raise Me Up (Mississippi South)»                                | 2010           | Lana Del Ray                                     | Елізабет Ґрант                                                              | [ 3 ]                |
| «Religion»                                                       | 2015           | Honeymoon                                        | Лана Дель Рей Рік Новелс                                                    | [ 11 ]               |
| «Ride»                                                           | 2012           | Paradise                                         | Лана Дель Рей Джастін Паркер                                                | [ 12 ] [ 45 ]        |
| «Sad Girl»                                                       | 2014           | Ultraviolence                                    | Лана Дель Рей Рік Новелс                                                    | [ 15 ]               |
| «Salvatore»                                                      | 2015           | Honeymoon                                        | Лана Дель Рей Рік Новелс                                                    | [ 11 ]               |
| «Shades of Cool»                                                 | 2015           | Ultraviolence                                    | Лана Дель Рей Рік Новелс                                                    | [ 15 ] [ 46 ]        |
| «Smarty»                                                         | 2010           | Lana Del Ray                                     | Елізабет Ґрант Девід Кейн                                                   | [ 3 ]                |
| «Spender» (за участю Smiler)                                     | 2012           | All I Know                                       | Ширлі Бессі                                                                 | [ 47 ]               |
| «Stargirl Interlude» (за участю The Weeknd)                      | 2016           | Starboy                                          | Лана Дель Рей Ейбел Тесфайе Док МакКінні Labrinth                           | [ 44 ]               |
| «Summertime Sadness»                                             | 2012           | Born to Die                                      | Лана Дель Рей Рік Новелс                                                    | [ 18 ] [ 48 ]        |
| «Swan Song»                                                      | 2015           | Honeymoon                                        | Лана Дель Рей Рік Новелс                                                    | [ 11 ]               |
| «Terrence Loves You»                                             | 2015           | Honeymoon                                        | Лана Дель Рей Рік Новелс                                                    | [ 11 ] [ 49 ]        |
| «This Is What Makes Us Girls»                                    | 2012           | Born to Die                                      | Лана Дель Рей Тім Ларкомбе Джим Ірвін                                       | [ 18 ]               |
| «Two Minutes to Four and Reunited» (за участю Ґрейґа Армстронґа) | 2013           | The Great Gatsby                                 | Ґрейґ Армстронґ                                                             | [ 32 ]               |
| «Ultraviolence»                                                  | 2014           | Ultraviolence                                    | Лана Дель Рей Ден гіт                                                       | [ 15 ] [ 50 ]        |
| «Video Games»                                                    | 2011           | Born to Die                                      | Лана Дель Рей Джастін Паркер                                                | [ 17 ] [ 18 ] [ 51 ] |
| «Wait for Life» (за участю Еміля Гейні)                          | 2015           | We Fall                                          | Лана Дель Рей Еміль Гейні Томас Бартлетт                                    | [ 52 ]               |
| «West Coast»                                                     | 2014           | Ultraviolence                                    | Лана Дель Рей Рік Новелс                                                    | [ 15 ] [ 53 ]        |
| «Without You»                                                    | 2012           | Born to Die                                      | Лана Дель Рей Саша Скарбек                                                  | [ 18 ]               |
| «Yayo»                                                           | 2008 2010 2012 | Kill Kill Lana Del Ray Paradise                  | Елізабет Ґрант                                                              | [ 2 ] [ 3 ] [ 12 ]   |
| «Young and Beautiful»                                            | 2013           | The Great Gatsby: Music from Baz Luhrmann's Film | Лана Дель Рей Рік Новелс                                                    | [ 54 ] [ 55 ]        |

### Кавер-версії
Лана Дель Рей також записала кілька кавер-версій. 2012 року, після того, як до неї прийшла популярність, спеціально для альбому Smiller All I Know записала кавер на «Big Spender» — пісню британської співачки Ширлі Бессі, прибравши з назви «Big». 2013 року Дель Рей записала два кавери: на пісню Леонардо Коена — «Chelsea Hotel #2», також випустивши музичне відео на композицію, і на пісню Ненсі Сінатри — «Summer Wine». Обидві композиції не увійшли до якогось альбому. На початку 2014 року Лана Дель Рей виконала кавер-версію «Once Upon a Dream» для фільму «Чаклунка». У 2014—2015 роках Дель Рей записала два кавери на пісні американської співачки Ніни Сімон — «The Other Woman» для свого третього студійного альбому Ultraviolence і «Don't Let Me Be Misunderstood», яка в результаті увійшла до четвертого студійного альбому Honeymoon.
Студійні альбоми виділені синім кольором. Саундтрек виділено зеленим кольором.
| Пісня                           | Рік  | Реліз         | Автор(и)                                    | Ориг.                    | П             |
| ------------------------------- | ---- | ------------- | ------------------------------------------- | ------------------------ | ------------- |
| «Spender»                       | 2012 | All I Know    | Ширлі Бессі                                 | Ширлі Бессі              | [ 47 ]        |
| «Chelsea Hotel #2»              | 2013 | —             | Леонард Коен                                | Леонард Коен             | [ 56 ]        |
| «Summer Wine»                   | 2013 | —             | Лі Гезлвуд                                  | Ненсі Сінатра Лі Гезлвуд | [ 57 ]        |
| «Once Upon a Dream»             | 2014 | Maleficant    | Джейк Лоуренс                               | Мері Коста               | [ 41 ] [ 42 ] |
| «The Other Woman»               | 2014 | Ultraviolence | Джессі Мей Робінсон                         | Ніна Сімон               | [ 15 ]        |
| «Don't Let Me Be Misunderstood» | 2015 | Honeymoon     | Бенні Бенджамін Ґлорія Колдвілл Соул Маркус | Ніна Сімон               | [ 11 ]        |

## Статистика
| За авторством         |           |
| • Лана Дель Рей       | 71 пісня  |
| • Рік Новелс          | 26 пісень |
| • Джастін Паркер      | 7 пісень  |
| • Ден Гіт             | 6 пісень  |
| • Еміль Гейні         | 5 пісень  |
| • Ден Ауербах         | 5 пісень  |
| • Девід Кейн          | 4 пісні   |
| • Ейбел Тесфайе       | 4 пісні   |
| • Тім Ларкомбе        | 3 пісні   |
| • Ґрейґ Армстронґ     | 3 пісні   |
| • Блейк Стрентен      | 2 пісні   |
| • Грег Кёрстин        | 1 пісня   |
| • Саша Скарбек        | 1 пісня   |
| • Томас Бартлетт      | 1 пісня   |
| • Джим Ірвін          | 1 пісня   |
| • Кріс Брайд          | 1 пісня   |
| • The Nexus           | 1 пісня   |
| • Ганна Робінсон      | 1 пісня   |
| • Ліам Гоу            | 1 пісня   |
| • Гармоні Корін       | 1 пісня   |
| • Кайрон Мензіес      | 1 пісня   |
| • Ліі Моріс           | 1 пісня   |
| • Бірні Вейн          | 1 пісня   |
| • Баррі Джеймс О'Нілл | 1 пісня   |
| • Бенні Бланко        | 1 пісня   |
| • Макс Мартін         | 1 пісня   |
|                       |           |
| • Кавер-версії        | 6 пісень  |

| За альбомами    |           |
| • Born to Die   | 15 пісень |
| • Ultraviolence | 15 пісень |
| • Honeymoon     | 14 пісень |
| • Lana Del Ray  | 13 пісень |
| • Paradise      | 9 пісень  |
| • Lana Del Rey  | 4 пісні   |
| • Tropico       | 4 пісні   |
| • Kill Kill     | 3 пісні   |
|                 |           |
| • Інше          | 7 пісень  |
| • Промо         | 5 пісень  |